# 東京医療生活協同組合新渡戸記念中野総合病院
東京医療生活協同組合新渡戸記念中野総合病院（とうきょういりょうせいかつきょうどうくみあいにとべきねんなかのそうごうびょういん）は、296床を有する東京医療生活協同組合設置の病院である。新渡戸稲造・賀川豊彦らによって創設された。

## 沿革
- 1932年 - 「東京医療利用組合新宿診療所」開設。
- 1933年 - 中野に移転、「東京医療利用組合中野組合病院」を開設。
- 1950年 - 生協法の制定による改組のため「東京医療生活協同組合中野組合病院」に改称。
- 1966年 - 総合病院に承認される。
- 1969年 - 「東京医療生活協同組合中野総合病院」に改称。
- 1981年 - 「中野クリニック」を開設。
- 1989年 - 「くみあい保険薬局会館」を建設。
- 1996年 - 「新渡戸記念訪問看護ステーション」を開設。
- 1997年 - 東京都災害拠点病院、臨床研修指定病院に指定。
- 2000年 - 「中野総合病院指定居宅介護支援事業所」を開設。
- 2007年 - 療養病棟を併設、ケアミックス型病院に変更。
- 2015年 - 「東京医療生活協同組合新渡戸記念中野総合病院」に名称変更。
- 2016年 - 療養病床を廃止し、一般病床296床となる。
- 2017年 - 一般入院基本料を7:1とする。2号館が新設される。
- 2018年 ‐「脳神経研究室（新渡戸脳研）」が設立される。
- 2019年 ‐「新渡戸稲造センター」が設立される。

## 診療科・部門

### 診療部門
- 内科
- 循環器内科
- 脳卒中科
- 脳神経内科
- 精神神経科
- 小児科
- 外科・消化器外科
- 整形外科
- 脳神経外科
- 皮膚科
- 泌尿器科
- 眼科
- 耳鼻咽喉科
- 婦人科
- 放射線科
- 麻酔科
- 健康管理科
- 病理診断科
- 内視鏡検査科
- 脳神経研究室（新渡戸脳研）

### 診療技術部門
- 薬剤科
- リハビリテーション科
- 訪問リハビリテーション
- 中央放射線科
- 中央検査科
- 栄養科

### その他部門
- 患者支援センター（地域医療連携・医療福祉相談）

## 保険事項
- 保険医療機関
- 救急告示医療機関
- 休日・全夜間診療事業実施医療機関
  - 内科系
  - 外科系
- 労災保険指定医療機関
- 指定自立支援医療機関（更生医療・育成医療・精神通院医療）
- 身体障害者福祉法指定医の配置されている医療機関
- 精神保健指定医の配置されている医療機関
- 生活保護法指定医療機関
- 戦傷病者特別援護法指定医療機関
- 原子爆弾被害者医療指定医療機関
- 原子爆弾被害者一般疾病医療取扱医療機関
- 公害医療機関
- 母体保護法指定医の配置されている医療機関
- 外国医師臨床修練指定病院
- 災害拠点病院
- 臨床研修指定病院
- DPC対象病院

## 交通アクセス
- JR東日本中央本線・東京メトロ東西線中野駅下車、徒歩4分。
- 東京メトロ丸ノ内線新中野駅下車、徒歩7分。

- 京王バス東渋64/中71/中83「中野総合病院前」下車 徒歩2分。
- 京王バス東渋63/宿45/中81「中央五丁目」下車徒歩4分。
- 関東バス宿05「中野総合病院前」下車 徒歩2分。
- 関東バス中35/中36「中央5丁目」下車徒歩4分。

## 関連施設
- 中野クリニック
- 新渡戸記念訪問看護ステーション
- 中野総合病院指定居宅介護支援事業所
- 保育室きっずはうすMOMO